# Ulrich Sigwart

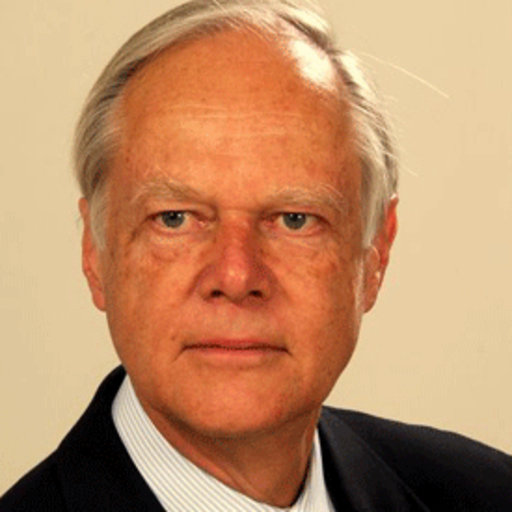
Ulrich Sigwart

Ulrich Sigwart (* 9. März 1941 in Wuppertal) ist ein deutscher Kardiologe. Er ist insbesondere bekannt für seine Pionier-Rolle bei der Entwicklung und Anwendung von Stents.

## Biographie
Sigwart stammt aus einer schwäbischen Gelehrtenfamilie von Philosophen, Theologen und Medizinern. Er war das dritte Kind des Chemikers Dr. August Robert Sigwart und seiner Ehefrau Elisabeth, geb. Ahrem. Sein Vater, ein offener Kritiker der nationalsozialistischen Regimes, starb vollkommen unerwartet im März 1942 unter hochgradig suspekten Umständen. Seine frühe Kindheit verbrachte Sigwart mit seiner Mutter und den Geschwistern in einem Dorf im Schwarzwald. Nach der Schulzeit im Hause der Großeltern in Wuppertal und nach dem Studium an der Albert-Ludwigs-Universität Freiburg, in Basel und der Universität Münster (medizinisches Staatsexamen 1967) heiratete er 1976 Christine Rosemarie Sartorius im September 1976 in Genf; das Paar wurde Eltern von 4 Kindern.
Seine medizinische Arbeit begann am Städtischen Klinikum Lörrach und 1968 bis 1971 am Framingham Union Hospital in Massachusetts und am Baylor College in Houston. 1973 war er am Universitätsspital Zürich und im selben Jahr wurde er Leiter des Herzkatheter-Laboratoriums am neu geschaffenen Gollwitzer-Meier Institut in Bad Oeynhausen, wo er 1978 – einige Wochen nach der von Andreas Grüntzig lancierten trans-luminalen Koronar Angioplastie (PTCA) – die ersten nicht-chirurgischen Revaskularisationen durchführte 1979 bis 1989 leitete er die Abteilung für invasive Kardiologie am Universitätsspital Lausanne. 1989 wurde er Direktor der Abteilung für invasive Kardiologie am Royal Brompton Hospital in London, bevor er auf den Lehrstuhl für Kardiologie der Universität Genf berufen wurde, den er bis zu seiner Emeritierung im Oktober 2006 innehatte. 2003 gründete er – zusammen mit seiner Frau Christine, geb. Sartorius – eine internationale Stiftung (Jonas Foundation), die Kindern aus randständigen Verhältnissen Hilfe zur sozialen Integration über Musik, Tanz und Theater anbietet.
1987 veröffentlichte er fundamentale Beobachtungen über Stents, medizinische Implantate zum Offenhalten von Blutgefäßen oder Hohlorganen, die er – in Kollaboration mit der lokalen Industrie – konzipiert und nach ausführlichen Tierexperimenten 1986 in Lausanne zum ersten Mal bei Menschen angewandt hatte. Stents haben die Behandlung der koronaren Herzkrankheit und anderer vaskulärer Affektionen grundlegend verändert. Sigwart führte 1994 eine neue Methode zur Behandlung der hypertrophen Kardiomyopathie ein, welche die übliche chirurgische Intervention in vielen Fällen ersetzen kann (Perkutane Alcohol Septal Ablation, ASA, TASH). In den Jahren 1974–1978 schuf er die Basis für die automatisierte Auswertung hämodynamischer Daten und befasste sich mit der Myokardischämie; die Sigwart Kurve fand Eingang in zahlreiche Lehrbücher. Sigwart verfasste grundsätzliche Arbeiten über künstliche Herzklappen, welche zu wichtigen Verbesserungen geführt haben.

## Ehrungen
- European Society of Cardiology Medal 1996.
- ESC Grüntzig Award 1996.
- Doctor honoris causa der Universität Lausanne 1999.
- Forssmann Preis 2001.
- Sven-Effert-Preis 2003.
- King Faisal International Prize for Medicine 2004
- Swiss Cardiac Society Grüntzig Award 2006.
- Polzer Preis der European Academy of Sciences and Arts 2007.
- American College of Cardiology Maseri-Florio International Award 2007.
- American College of Cardiology Paul Dudley White Award 2012.
- American College of Cardiology Distinguished Scientist Award 2013.

Sigwart ist Fellow des American College of Cardiology und des Royal College of Physicians. Er ist Ehrenmitglied der Schweizer, Russischen und Polnischen Gesellschaft für Kardiologie.

## Schriften (Auswahl)
(Quelle: Researchgate)
- Automation in Cardiac Diagnosis. The Computer-Assisted Acquisition of Cardiac Catheterization Data. 1978.
- mit P. H. Heintzen (Hrsg.): Ventricular Wall Motion. Thieme Verlag, 1984.
- mit G. I. Frank (Hrsg.): Coronary Stents. Springer Verlag, 1992.
- Endoluminal Stenting. W. B. Saunders, 1996.
- mit Michel Bertrand und Patrick W. Serruys (Hrsg.): Handbook on Cardiovascular Interventions. Churchill Livingstone, 1996.